# Berthold Dietmayr

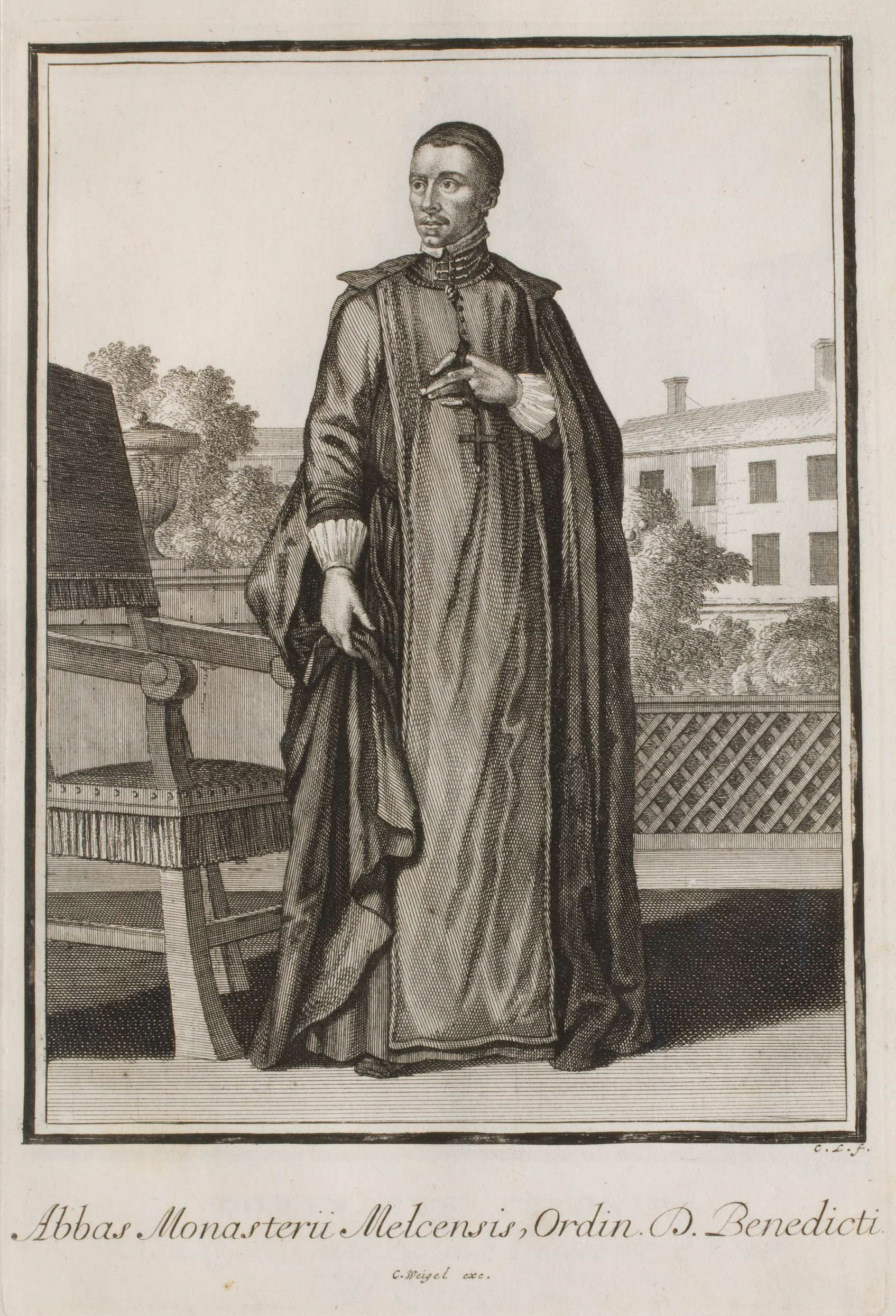
Berthold Dietmayr, Abt von Melk (aus: Neu-eröffnete Welt-Galleria, 1703)

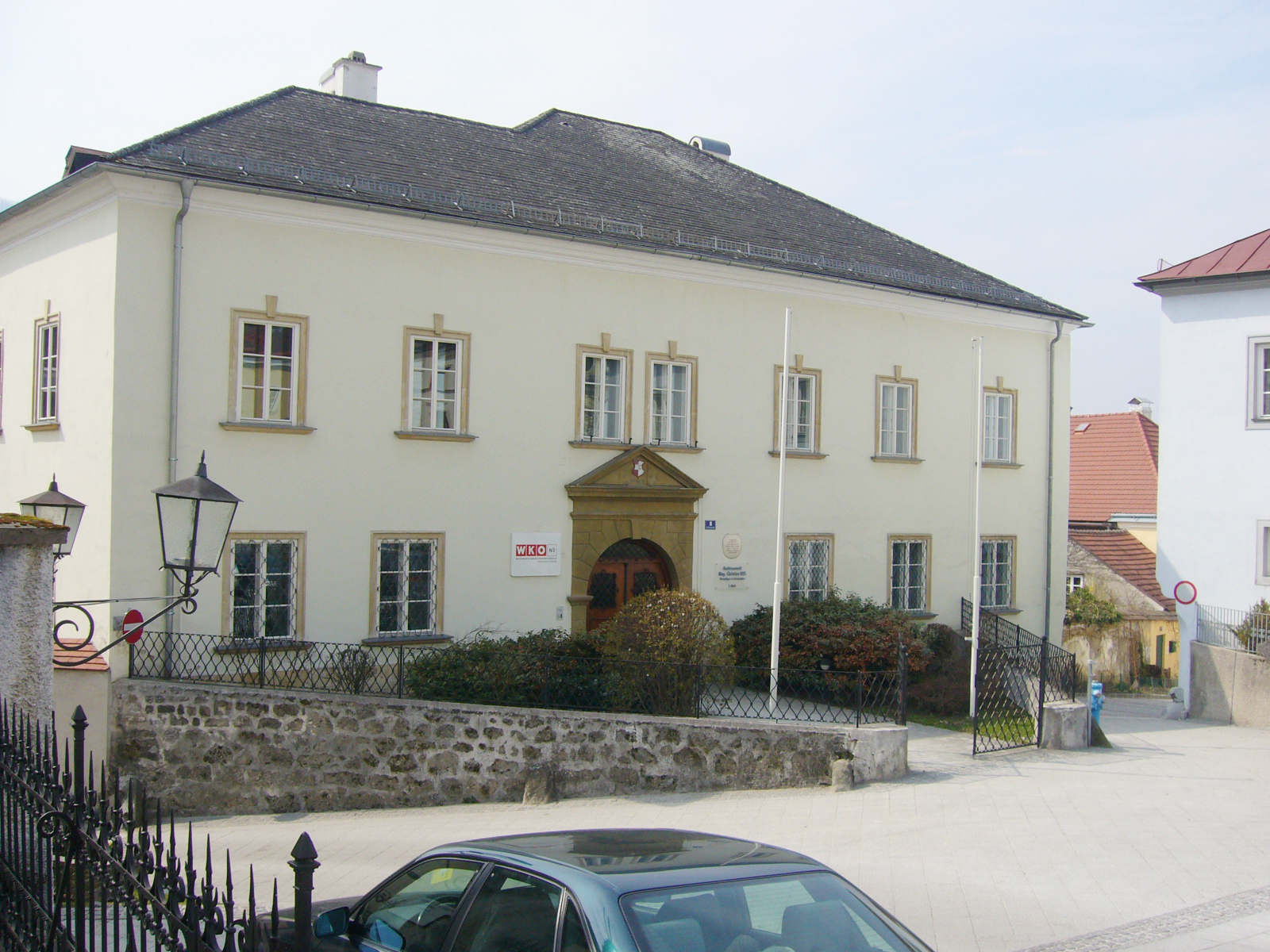
Geburtshaus in Scheibbs

Berthold Dietmayr (Taufname Carl Josef Dietmayr; * 15. März 1670 in Scheibbs; † 25. Jänner 1739 in Wien) war ein österreichischer Benediktiner, Abt und Politiker.
Als Sohn eines Hofrichters geboren, war er ab 1700 Abt von Stift Melk, 1706 wurde er Rektor der Wiener Universität. Er war sowohl Verordneter des Prälatenstandes von Niederösterreich als auch Ratgeber der Kaiser Leopold I., Joseph I. und Karl VI.
Dietmayr ließ ab 1702 das mittelalterliche Stift Melk durch Jakob Prandtauer, später durch Joseph Munggenast (teils gegen den Widerstand des Konvents) von Grund auf barockisieren. Anfänglich ging es um kleinere Bauarbeiten; ab 1705 wurde erst deutlich, dass die gesamte Klosteranlage umgebaut wird. Melk wurde somit zu einem weltberühmten Beispiel des barocken Prachtklosters, das nach höfischem Vorbild konzipiert wurde.
Ebenfalls im Jahre 1702 entschloss sich Dietmayr, anstelle der desolaten Kirche in Ravelsbach, die dem Stift Melk inkorporiert ist, eine neue Kirche errichten zu lassen. Diese wurde 1721 bis 1726 nach Plänen und unter der Leitung von Jakob Prandtauer nach dem Vorbild der Melker Stiftskirche durch den Maurermeister Leopold Stiepöck errichtet.
Dietmayrs Aufmerksamkeit galt allen Bereichen des Stiftes (1707 wandelte er das vierklassige Stiftsgymnasium in ein sechsklassiges um), aber seine Beziehungen am kaiserlichen Hof wurden immer intensiver. 1720 diente er als Gesandter des Kaisers nach Rom und nach Polen, 1728 wurde er Wirklicher Geheimer Rat, 1732 nahm er sogar an der interimistischen Regierung in Niederösterreich (in Abwesenheit des Kaisers) teil. Seine Beziehungen zu seinem Konvent waren nicht einwandfrei: 1722 revoltierte der Konvent gegen seinen Abt.